# Mark Turner

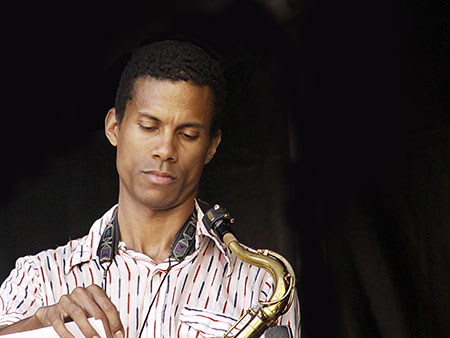
Mark Turner (2014)

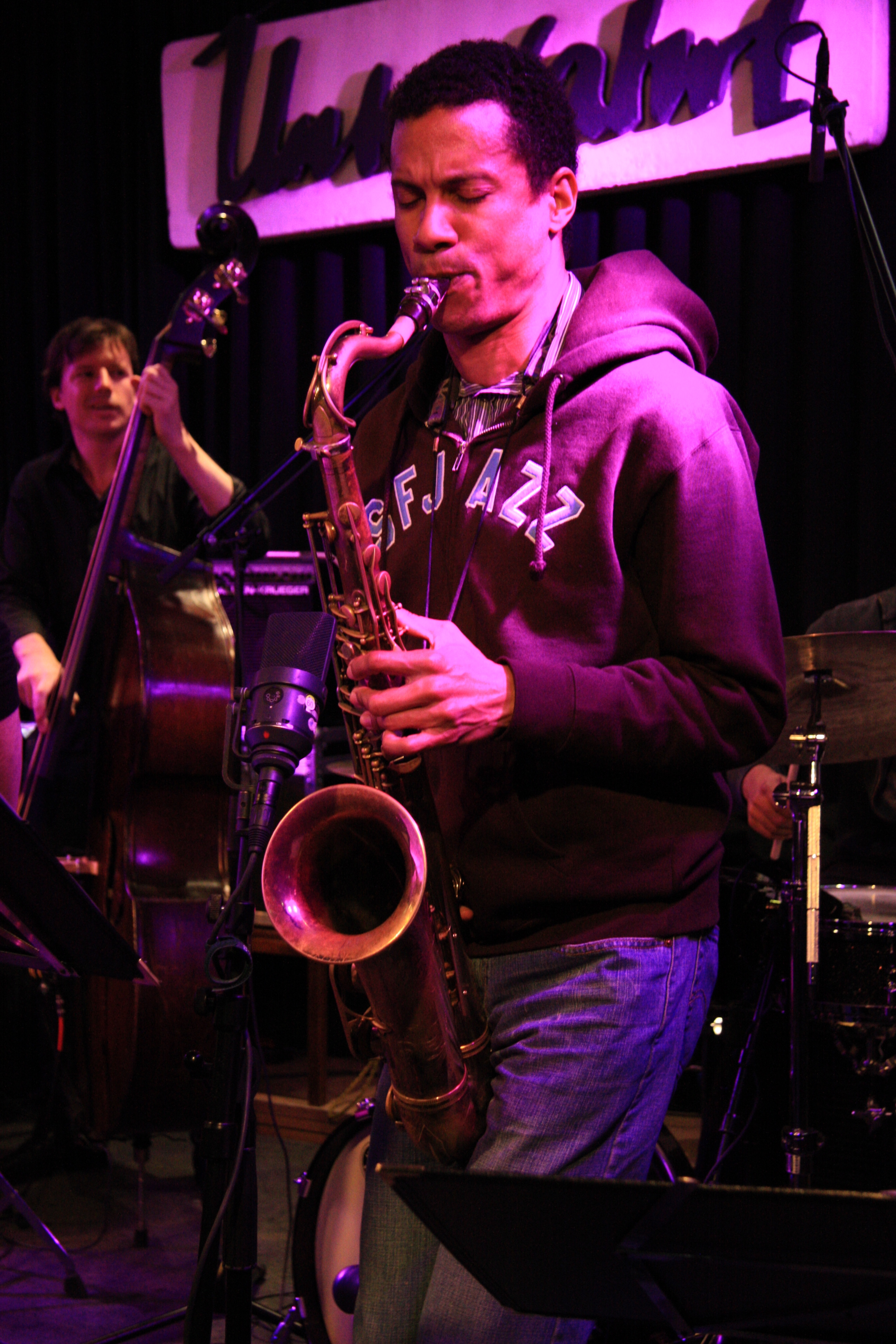
Mark Turner (2010)

Mark Turner (* 10. November 1965 in Fairborn/Ohio) ist ein US-amerikanischer Jazz-Saxophonist, Bandleader und Komponist. Er gilt als einer der einflussreichsten Saxophonisten unserer Zeit.

## Leben und Wirken
Turner wuchs in Palos Verdes Estates in Südkalifornien auf; während seiner Schulzeit spielte er Klarinette, später wechselte er zum Saxophon. Er begann ein Studium der bildenden Künste an der Long Beach State, wechselte dann aber zum Berklee College of Music, wo er das Studium 1990 abschloss.
Er zog dann nach New York, wo er unter anderem mit Kurt Rosenwinkel arbeitete, mit dem er schon während seiner Studienjahre gespielt hatte, außerdem mit James Moody, Jimmy Smith, Tana/Reid, Ryan Kisor, Jonny King, Leon Parker, Mercedes Rossy und Joshua Redman. Musikalisch steht er in den Traditionen von John Coltrane und Warne Marsh.
1994 veröffentlichte Turner sein erstes Album als Bandleader, weitere folgten bis 2001; das nächste Album unter eigenem Namen wurde erst 2014 veröffentlicht. 2004 erschien auf dem Savoy Records das Album Fly, das er mit dem gleichnamigen Trio Fly eingespielt hat; mit dieser Formation, bestehend aus ihm, dem Bassisten Larry Grenadier und dem Schlagzeuger Jeff Ballard, folgten zwei weitere Alben 2009 und 2011 auf dem ECM-Label.
Beim 46. Frankfurter Jazzfestival Frankfurt im Oktober 2015 gehörte das Mark Turner Quartet (mit Avishai Cohen tp, Obed Calvaire dr, Joe Martin b) zu den Höhepunkten; neben dem Hessischen Rundfunk sendete auch Deutschlandradio Kultur das Konzert. Auch bildete er ein Trio mit Ben Street und Diego Piñera und ein Duo mit Mikkel Ploug (Faroe). Des Weiteren wirkte er bei Linda May Han Ohs Album The Glass Hours (2023) mit.

## Diskographie (Auswahl)
- Yam Yam (Criss Cross, 1994) mit Seamus Blake, Larry Grenadier, Brad  Mehldau, Kurt Rosenwinkel, Jorge Rossy
- Consenting Adults (Criss Cross, 1994) mit Brad Mehldau, Peter Bernstein, Larry Grenadier
- Mark Turner (Warner Brothers, 1998) mit Brian Blade, Joshua Redman, Edward Simon, Christopher Thomas
- In This World (Warner, 1998) mit Brian Blade, Larry Grenadier, Brad Mehldau, Kurt Rosenwinkel, Jorge Rossy
- Two Tenor Ballads (Criss Cross, 2000) mit Billy Drummond, Larry Grenadier, Kevin Hays, Tad Shull
- Ballad Session (Warner 2001) mit Brian Blade, Larry Grenadier, Kevin Hays, Kurt Rosenwinkel
- Dharma Days (2001) mit Reid Anderson, Kurt Rosenwinkel, Nasheet Waits
- Mark Turner Quartet Lathe of Heaven (ECM 2014) mit Avishai Cohen, Joe Martin, Marcus Gilmore[5]
- Mark Turner & Ethan Iverson: Temporary Kings (ECM, 2018)
- Mark Turner/Gary Foster: Mark Turner Meets Gary Foster (Capri, 2019)
- Mark Turner Quartet: Return from the Stars (ECM, 2022)[6]
- Live at the Village Vanguard (2023)
- Steve Lehman Trio + Mark Turner: The Music of Anthony Braxton (Pi, 2025)

## Belege
1. ↑  A Modern Saxophone Master (JazzTimes)
2. ↑  Turner-Marsh-Tristano Thesis
3. ↑  Contrast Trio & 1 / Mark Turner Quartet Zwei Höhepunkte vom 46. Jazzfestival Frankfurt am Main, Deutschlandradio Kultur vom 21. März 2016
4. ↑  Ferdinand Dupuis-Panther: Mikkel Ploug & Mark Turner – Faroe. In: jazzhalo.be. Abgerufen am 27. September 2023.
5. ↑  In Tenor Saxophonist Mark Turner's New Album, The Music Unfolds Like a Narrative, Besprechung auf National Public Radio vom 4. September 2014, abgerufen am 22. März 2016.
6. ↑  Roland Spiegel: Aus den Sternen kommt Schönheit. In: BR Klassik: Jazzalbum des Monats. 26. April 2022, abgerufen am 16. Januar 2023.

| Personendaten    | Personendaten                                               |
| ---------------- | ----------------------------------------------------------- |
| NAME             | Turner, Mark                                                |
| KURZBESCHREIBUNG | US-amerikanischer Jazzsaxophonist, Bandleader und Komponist |
| GEBURTSDATUM     | 10. November 1965                                           |
| GEBURTSORT       | Fairborn, Ohio                                              |